# Magno (cónsul 518)

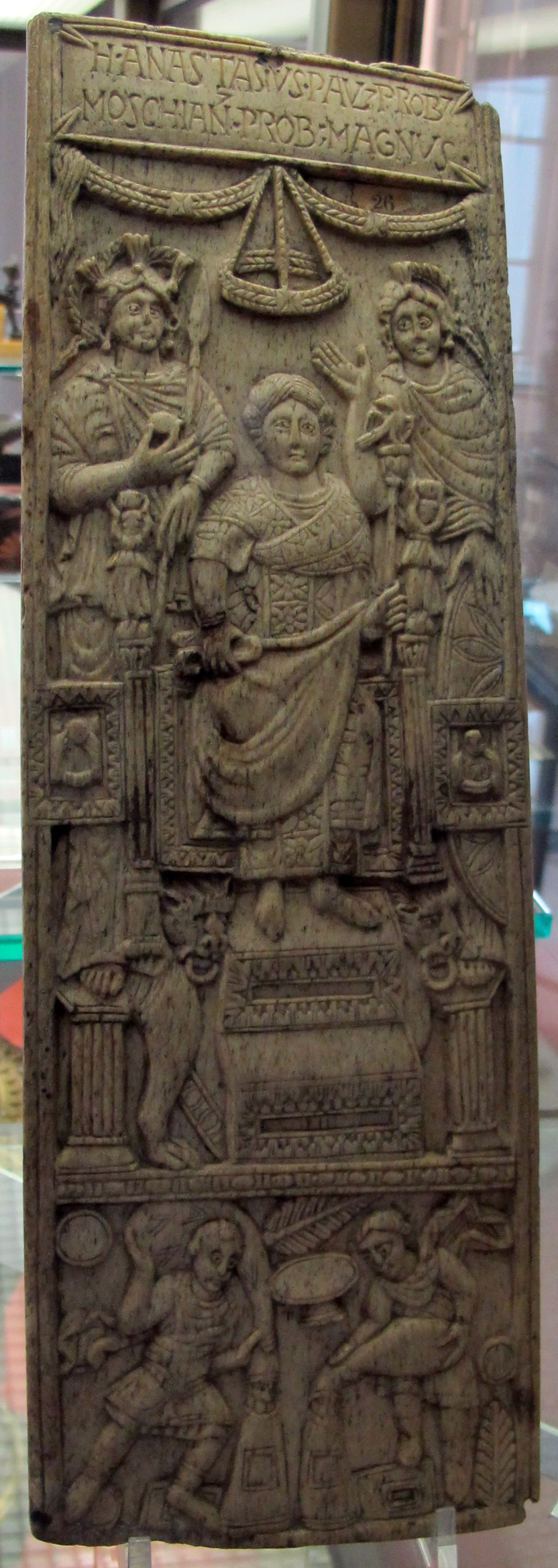
Réplica del díptico consular de Magno, época carolingia.

Flavio Anastasio Paulo Probo Mosquiano Probo Magno (griego: Άναστάσιος Παύλος Πρόβος Μοσχιανός ό Μέγας) fue un estadista romano oriental.

## Biografía
Pudo haber sido hermano de Flavio Anastasio Pablo Probo Sabiniano Pompeyo Anastasio, cónsul en 518.  Si es así, Anastasio era hijo de Sabiniano, cónsul en 505, y de una sobrina del emperador Anastasio I, lo que lo convertía en sobrino nieto del emperador.
Fue cónsul en el año 518. Su hija Juliana se casó con Marcelo.